# Monte Cristi (provincie)
Monte Cristi is een provincie in het noordwesten van de Dominicaanse Republiek, en grenst aan de Atlantische Oceaan en Haïti. Ze heeft 115.000 inwoners en is 1900 km² groot.

## Gemeenten
| - De provinciehoofdstad: Monte Cristi - Castañuelas - Guayubín - Las Matas de Santa Cruz - Pepillo Salcedo - Villa Vásquez |

Azua · Baoruco · Barahona · Dajabón · Duarte · Elías Piña · El Seibo · Espaillat · Hato Mayor · Hermanas Mirabal · Independencia · La Altagracia · La Romana · La Vega · María Trinidad Sánchez · Monseñor Nouel · Monte Cristi · Monte Plata · Pedernales · Peravia · Puerto Plata · Samaná · Sánchez Ramírez · San Cristóbal · San José de Ocoa · San Juan · San Pedro de Macorís · Santiago · Santiago Rodríguez · Santo Domingo · Valverde
Distrito Nacional